# Ringwalburchten uit de Vikingtijd
Ringwalburchten uit de Vikingtijd is sinds de 45e sessie van de Commissie voor het Werelderfgoed in 2023 een Unesco-Werelderfgoedinschrijving in  in Denemarken. Ze omvat een reeks ringwalvestingen van de Vikingen. Het gaat om de ringwalburchten van Aggersborg, Borgring, Fyrkat, Nonnebakken en Trelleborg (Slagelse).
De Commissie voor het Werelderfgoed motiveerde de erkenning met: "Deze vijf archeologische vindplaatsen bestaan uit een systeem van monumentale ringvormige forten uit de Vikingtijd die een uniform geometrisch ontwerp delen. De forten, gebouwd tussen ongeveer 970 en 980 CE, waren strategisch gepositioneerd in de buurt van belangrijke land- en zeeroutes, en elk maakte gebruik van de natuurlijke topografie van hun omringende landschap voor defensieve doeleinden. Ze zijn een emblematische demonstratie van de gecentraliseerde macht van de Jelling-dynastie en een getuigenis van de sociaal-politieke transformaties die het Deense rijk aan het einde van de 10e eeuw onderging."

Afbeeldingen
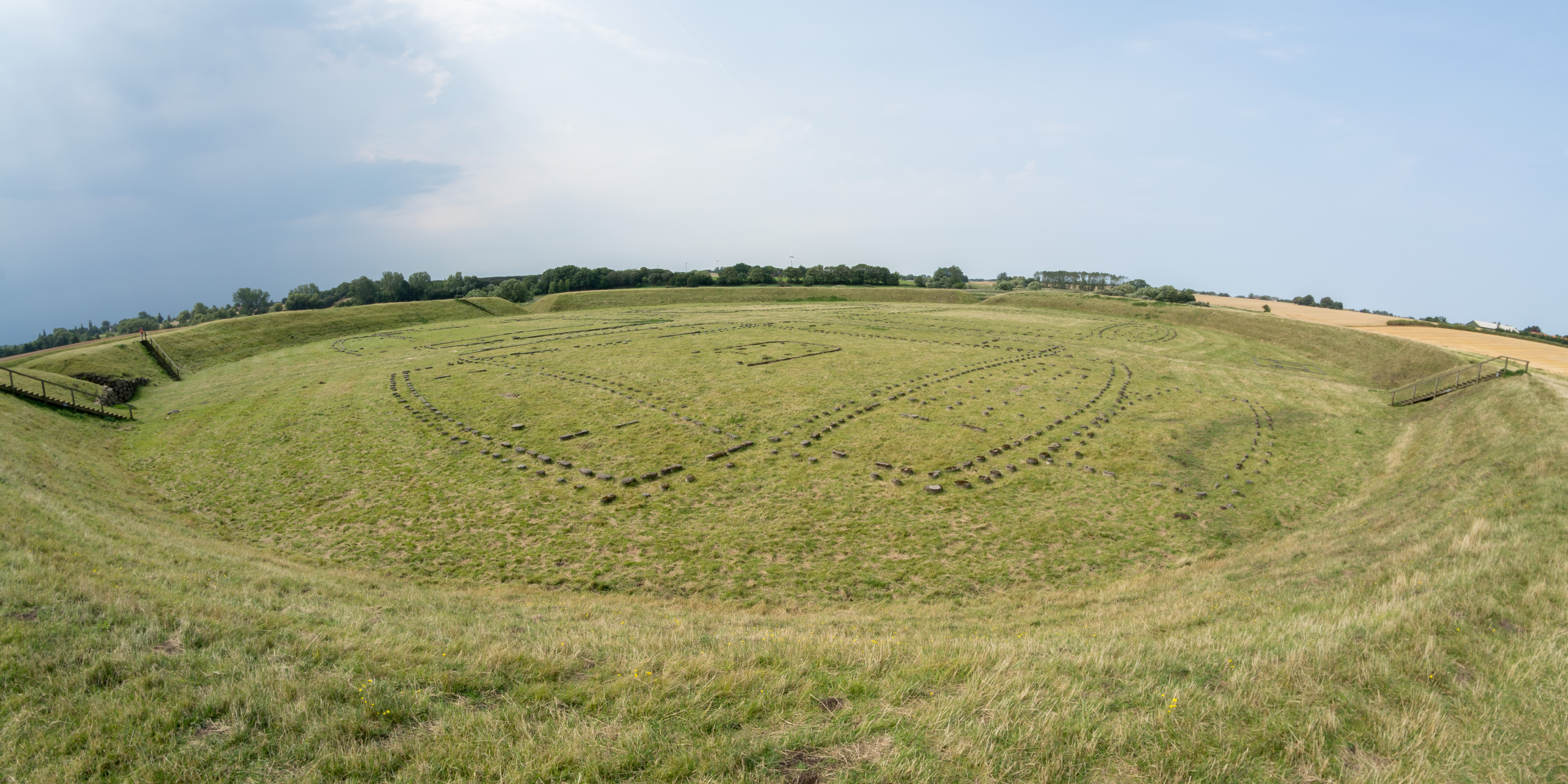
Trelleborg
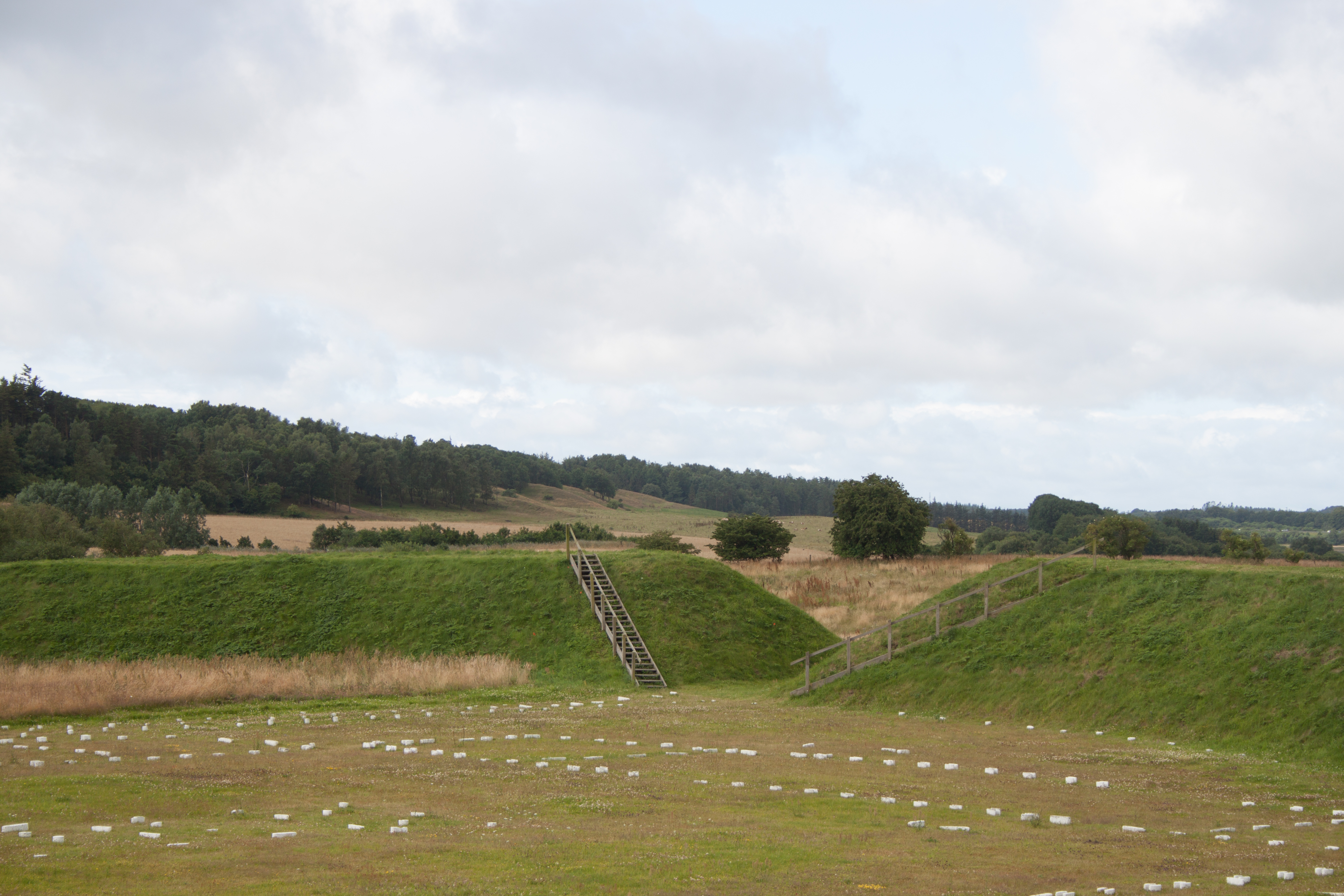
Fyrkat

 Denemarken: Grafheuvels, runenstenen en kerk van Jelling · Kathedraal van Roskilde · Kasteel Kronborg · Waddenzee · Stevns Klint · Moravische kerknederzetting Christiansfeld · Par force-jachtlandschap in Noord-Seeland · Ringwalburchten uit de Vikingtijd

 Groenland: IJsfjord van Ilulissat · Kujataa: Noordse en Inuitlandbouw aan de rand van de ijskap · Inuit-jachtgebieden van Aasivissuit-Nipisat